# أليون غوي
أليون غوي (بالفرنسية: Alioune Gueye)‏ (25 فبراير 1987 بزيغينشور في السنغال - ) هو لاعب كرة قدم سنغالي في مركز الوسط. لعب مع كاسا سبورت ونادي دولفينز وتشارلستون بيتري ونادي كايالا الترفيهي وCleveland City Stars ‏.

## وصلات خارجية
- أليون غوي على موقع الاتحاد الدولي (مؤرشف)  (الإنجليزية)
- أليون غوي على موقع قاعدة بيانات كرة القدم.إي يو (الإنجليزية)